# 호레즘 소비에트 사회주의 공화국
호레즘 소비에트 사회주의 공화국(러시아어: Хорезмская Социалистическая Советская Республика)은 1920년 4월 26일에 히바 칸국의 부활격으로 건국된 공화국이었다. 본래 호레즘 소비에트 인민공화국(러시아어: Хорезмская Народная Советская Республика)으로 세워졌다가 1923년 10월 20일에 호레즘 소비에트 사회주의 공화국으로 명칭이 변경되었다.
화레즘 소비에트 사회주의 공화국은 1년간 존재했던 공화국이었다. 1924년 10월 10일, 화레즘 소비에트 사회주의 공화국은 우즈베크 소비에트 사회주의 공화국, 투르크멘 소비에트 사회주의 공화국, 카라칼파크스탄으로 나뉘었다.

## 같이 보기
- 호라즘
- 히바 칸국
- 부하라 인민 소비에트 공화국